# Puchar Europy Mistrzyń Krajowych siatkarek (1962/1963)
Puchar Europy Mistrzyń Krajowych 1963 – 3. sezon Pucharu Europy Mistrzyń Krajowych rozgrywanego od 1960 roku, organizowanego przez Europejską Konfederację Piłki Siatkowej (CEV) w ramach europejskich pucharów dla żeńskich klubowych zespołów siatkarskich "starego kontynentu".

## Drużyny uczestniczące
- SC Dynamo Berlin
- Galatasaray SK
- Universite Montpellier
- CDUL Lizbona
- Dinamo Praga
- LVC Hannover
- Dinamo Moskwa
- Lewski Sofia
- Vasas Turbo Budapeszt
- Crvena zvezda Belgrad
- AZS AWF Warszawa

## Rozgrywki

### Runda wstępna
| Data       | Drużyna 1              | Wynik | Drużyna 2           | Sety              |
| ---------- | ---------------------- | ----- | ------------------- | ----------------- |
| 14.02.1963 | SC Dynamo Berlin       | 3:0   | Galatasaray Stambuł | 15:6, 15:1, 15:8  |
| 15.02.1963 | SC Dynamo Berlin       | 3:0   | Galatasaray Stambuł | 15:1, 15:8, 15:1  |
|            |                        |       |                     |                   |
| 27.01.1963 | Universite Montpellier | 3:0   | CDUL Lizbona        |                   |
| 11.02.1963 | Universite Montpellier | 3:0   | CDUL Lizbona        | 15:6, 15:4, 15:11 |
|            |                        |       |                     |                   |
| 27.01.1963 | Dinamo Praga           | 3:1   | LVC Hannover        |                   |
| 11.02.1963 | Dinamo Praga           |       | LVC Hannover        |                   |

### Ćwierćfinał
| Data       | Drużyna 1             | Wynik | Drużyna 2              | Sety                     |
| ---------- | --------------------- | ----- | ---------------------- | ------------------------ |
| 11.03.1963 | Dinamo Moskwa         | 3:0   | SC Dynamo Berlin       | 15:4, 15:10, 15:6        |
| 15.03.1963 | Dinamo Moskwa         | 3:1   | SC Dynamo Berlin       | 15:3, 13:15, 15:10, 15:8 |
|            |                       |       |                        |                          |
|            | Dinamo Praga          |       | Universite Montpellier |                          |
|            | Dinamo Praga          |       | Universite Montpellier |                          |
|            |                       |       |                        |                          |
| 03.03.1963 | Lewski Sofia          | 3:0   | Vasas Turbo Budapeszt  | 15:3, 15:4, 15:7         |
| 15.03.1963 | Lewski Sofia          | 3:1   | Vasas Turbo Budapeszt  | 9:15, 15:3, 15:10, 15:3  |
|            |                       |       |                        |                          |
|            | Crvena Zvezda Belgrad |       | AZS AWF Warszawa       |                          |
|            | Crvena Zvezda Belgrad |       | AZS AWF Warszawa       |                          |

### Półfinał
| Data       | Drużyna 1    | Wynik | Drużyna 2        | Sety                            |
| ---------- | ------------ | ----- | ---------------- | ------------------------------- |
| 15.04.1963 | Dinamo Praga | 0:3   | Dinamo Moskwa    | 13:15, 12:15, 2:15              |
| 19.04.1963 | Dinamo Praga | 3:2   | Dinamo Moskwa    | 12:15, 4:15, 15:4, 15:10, 15:11 |
|            |              |       |                  |                                 |
| 08.04.1963 | Lewski Sofia | 2:3   | AZS AWF Warszawa | 11:15, 15:9, 9:15, 15:11, 7:15  |
| 15.04.1963 | Lewski Sofia | 2:3   | AZS AWF Warszawa | 15:9, 7:15, 15:13, 8:15, 2:15   |

### Finał
| Data      | Drużyna 1     | Wynik | Drużyna 2        | Sety |
| --------- | ------------- | ----- | ---------------- | ---- |
| 1.05.1963 | Dinamo Moskwa | 3:1   | AZS AWF Warszawa |      |
| 8.05.1963 | Dinamo Moskwa | 3:2   | AZS AWF Warszawa |      |

## Klasyfikacja końcowa
| Miejsce | Drużyna          |
| ------- | ---------------- |
| złoto   | Dinamo Moskwa    |
| srebro  | AZS AWF Warszawa |
| 3-4.    | Dinamo Praga     |
| 3-4.    | Lewski Sofia     |